# Robert Andrich
Robert Andrich (n. 22 septembrie 1994, Potsdam, Germania) este un fotbalist german care evoluează pe postul de mijlocaș central la Bayer Leverkusen din Bundesliga și la echipa națională de fotbal a Germaniei. 

## Cariera pe echipe
Andrich și-a început cariera la Hertha BSC, înainte de a se alătura lui Dynamo Dresda și SV Wehen Wiesbaden. În ianuarie 2018, s-a anunțat că Andrich se va alătura lui 1. FC Heidenheim pentru sezonul 2018-19. 
După două sezoane cu Union Berlin, Andrich s-a mutat la Bayer Leverkusen din Bundesliga, semnând un contract pe cinci ani până în 2026.  Pe 13 septembrie 2022, a marcat primul său gol în Liga Campionilor într-o victorie cu 2-0 împotriva lui Atlético Madrid în sezonul 2022-23. 
Pe 27 aprilie 2024, a marcat un gol în minutul 96 al prelungirilor într-un egal 2–2 împotriva lui VfB Stuttgart, pentru a prelungi seria neînvinsă a lui Leverkusen în toate competițiile din sezonul lor victorios 2023–24.  Câteva zile mai târziu, pe 2 mai, a marcat din afara suprafeței de pedeapsă într-o victorie cu 2-0 în deplasare împotriva Romei în prima manșă a semifinalelorEuropa League. 

## Cariera internațională
Andrich a jucat pentru echipele naționale de tineret între 2011 și 2013. 
În octombrie 2023, a primit prima convocare la echipa națională de seniori a Germaniei pentru două meciuri amicale împotriva Statelor Unite și a Mexicului.  Mai târziu în acel an, pe 21 noiembrie, și-a făcut debutul internațional într-un meci amical împotriva Austriei. 

### UEFA Euro 2024
Andrich a fost inclus în lotul Germaniei pentru UEFA Euro 2024. 

## Viața personală
Unchiul lui Andrich, Frieder⁠(d), a fost și el fotbalist care a jucat în DDR-Oberliga. 

## Palmares
Bayer Leverkusen
- Bundesliga: 2023–24 [14]
- DFB-Pokal: 2023–24